# Gimnazjum polskie w Balatonboglár

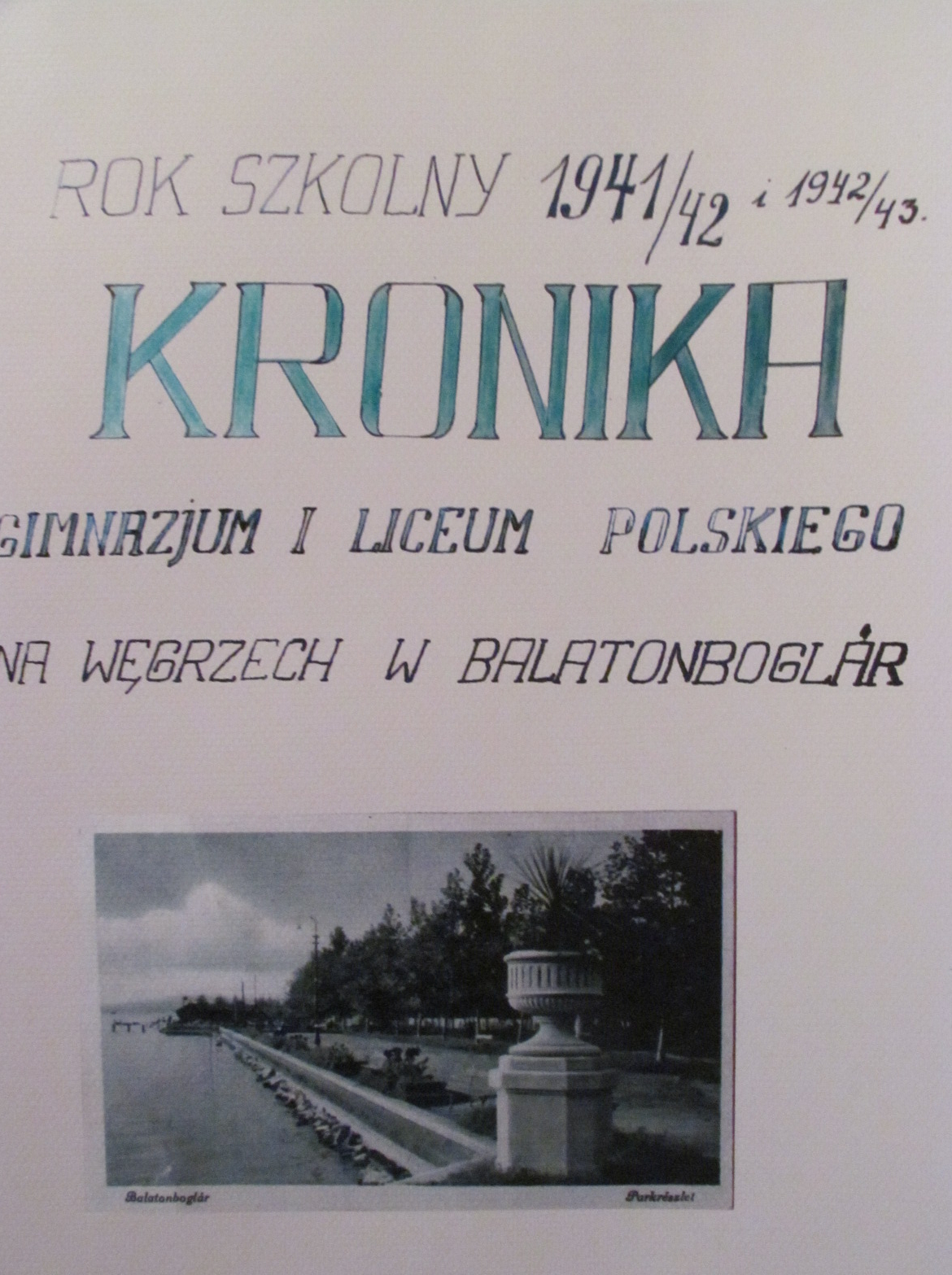
Kronika polskiej szkoły w Balatonboglár

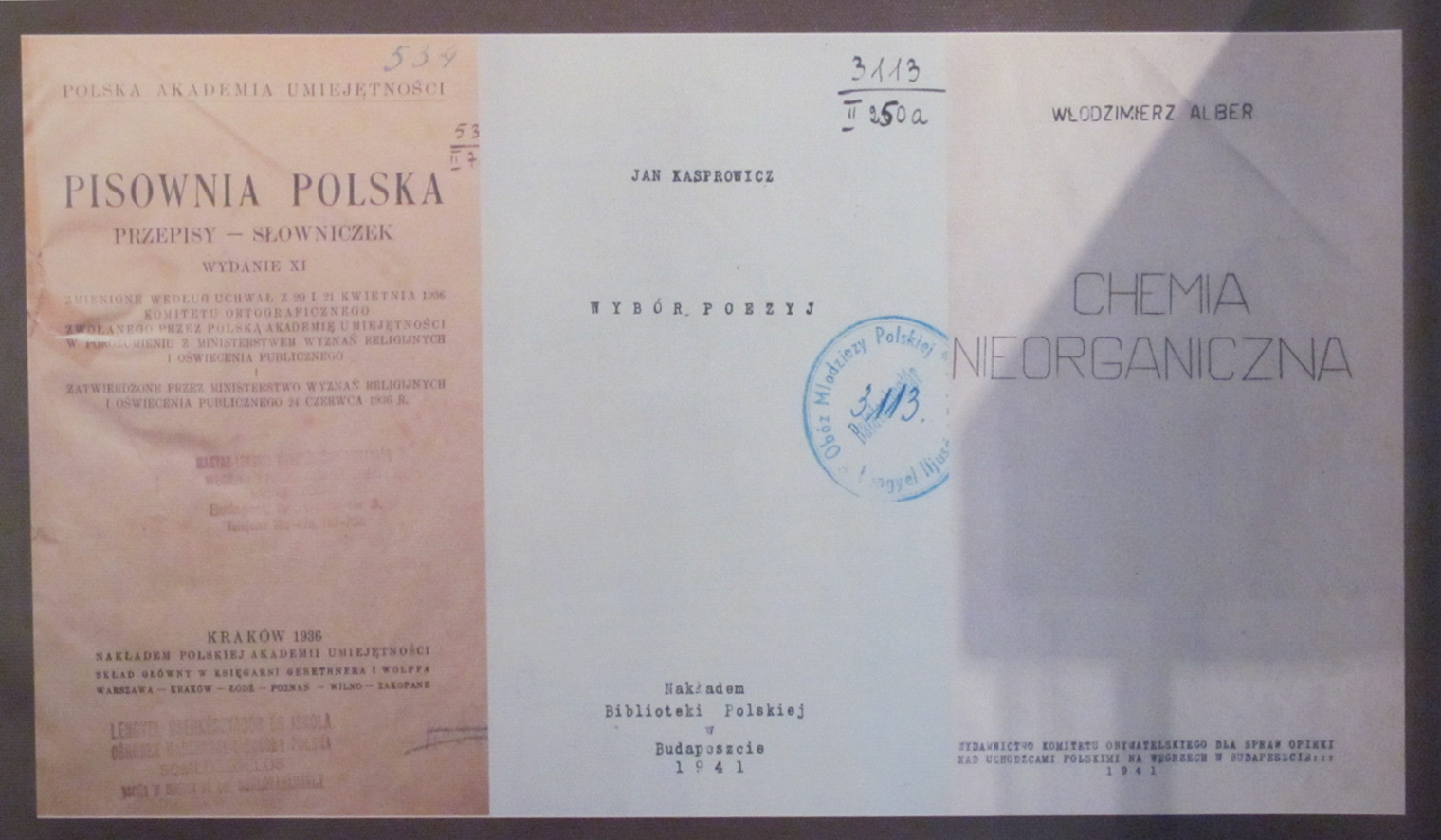
Podręcznik w szkole polskiej w Balatonboglár

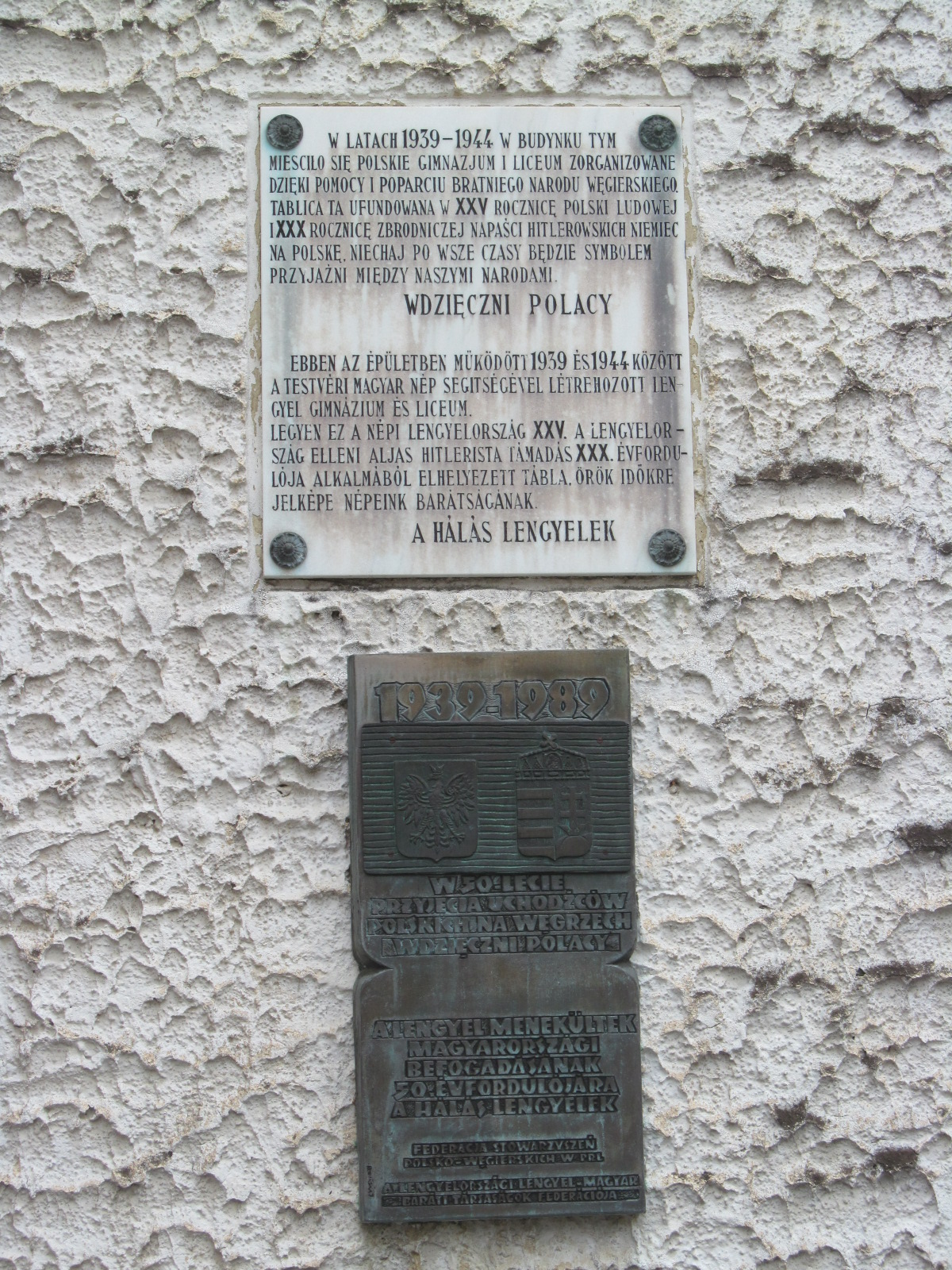
Tablica na ścianie szkoły polskiej w Balatonboglár

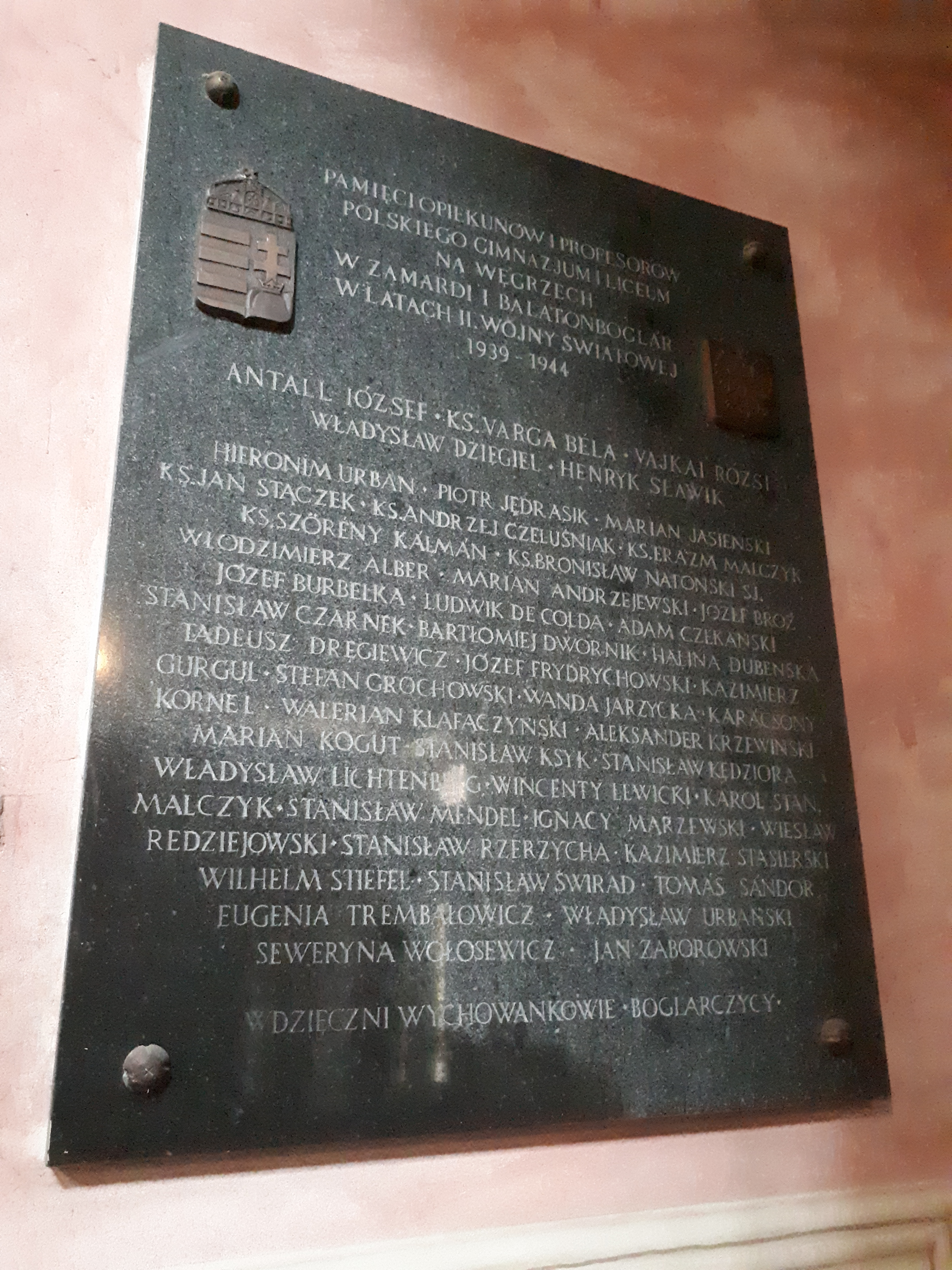
Tablica upamiętniająca opiekunów i profesorów polskiego Gimnazjum i Liceum w Zamárdi i Balatonboglàr, kościół św. Barbary w Krakowie

Gimnazjum w Balatonboglár – polskie gimnazjum funkcjonujące w czasie II wojny światowej w Balatonboglár (komitat Somogy) na Węgrzech. Podobne gimnazjum istniało w Zamárdi.

## Historia
Jesienią 1939 w obozach dla uchodźców polskich na Węgrzech powstał szereg szkół, ale nie wszystko się utrzymały. Przez całą wojnę działało 27 szkół, m.in. w Nagykanizsa, Balatonzamárdi (teraz Zamárdi),  Kadarkút, Keszthely, Dunamocs (teraz Moča, Słowacja), Püski, Zalaszentgrót, Gyöngyös, Eger, Mosdós, Barcs, Kiskunlacháza, Jolsva (teraz Jelšava, Słowacja), Csízfürdő (teraz Číž kúpele, Słowacja), Csillaghegy, Rákosfalva, Rákoscsaba.
Szkołę w Balatonboglár utworzono w grudniu 1939 roku. Początkowo uczyło się w niej 150 uczniów. Na jej potrzeby zaadaptowano obiekty należące do Państwowego Domu Dziecka im. Miklósa Horthyego w Budapeszcie. Pierwsze świadectwa maturalne 30 uczniów i 5 uczennic otrzymało 27 maja 1940 roku. Po ukończeniu szkoły wielu uczniów uciekało z Węgier, by przyłączyć się do polskich sił zbrojnych na Zachodzie.
Wielką pomoc okazywał wówczas József Antall, kierownik wydziału w ministerstwie spraw wewnętrznych, ojciec późniejszego premiera Węgier.
Po upadku Francji zrodziła się idea stworzenia jednego ośrodka kształcenia polskiej młodzieży na Węgrzech. Zdecydowano się na Balatonboglár, tamtejsze gimnazjum i liceum działało teraz pod nazwą Polski Obóz Młodzieżowy. Powodem była osoba księdza Béli Vargi, tamtejszego proboszcza i wielkiego przyjaciela Polaków. W szkole działało harcerstwo, grupa taneczna, zespół teatralny, chór i orkiestra.
W sumie w szkołach w Zamárdi i Boglár uczyło się 600 uczniów, maturę zdało 187 osób (35 w Zamárdi, 142 w Boglár i 10 eksternów). 
Gimnazjum zamknięto po rozpoczęciu okupacji Węgier przez Niemcy 19 marca 1944. Większość profesorów aresztowano i wywieziono do obozów koncentracyjnych. Po wojnie część uczniów wróciła do Polski, część wyjechała na Zachód, a część została na Węgrzech. Niektórzy zostali dyplomatami i dyrektorami Instytutu Polskiego w Budapeszcie (Edward Dębicki czy Tadeusz Olszański), inni – publicystami czy korespondentami zagranicznymi polskich mediów (Stanisław Głąbiński).

## Pamięć
W dniu 11 września 2012 r. w Muzeum w Balatonboglár na Węgrzech otwarto salę pamięci poświęconej polskiemu gimnazjum i liceum, w którym uczyły się polskie dzieci podczas II wojny światowej. Inicjatywę Ambasady RP w Budapeszcie wsparł Urząd do Spraw Kombatantów i Osób Represjonowanych. Sala pamięci została zainaugurowana w obecności przedstawicieli środowiska Boglarczyków, ówczesnych uczniów liceum i gimnazjum w miejscowości nad Balatonem.
Boglarczycy pierwszy raz po wojnie spotkali się w Boglárlelle (Balatonboglár) 14–15 września 1989 roku. Posadzono wówczas dwa dęby symbolizujące przyjaźń polsko-węgierską].
Od 11 maja 1998 roku mają swoją ulicę na warszawskich Kabatach.

## Dyrektorzy
- Hieronim Urban do sierpnia 1941 roku
- dr Piotr Jędrasik do lipca 1944 roku[9]